# Colecção Pelo Império
Die colecção “Pelo Império” ist eine von der Divisão de Publicações e Biblioteca (Publikations- und Bibliotheksabteilung) der Agência Geral das Colónias (General-Agentur Kolonien) bzw. (nach der Umbenennung) Agência Geral do Ultramar (General-Agentur Übersee) herausgegebene portugiesische Buchreihe mit in der Regel kurzen Biografien (unter 75 Seiten) von portugiesischen Kolonialverwaltern, Gouverneuren, Militär- und Missionsführern usw. Die Reihe erschien in Lissabon in den Jahren 1935–1961; insgesamt erschienen 131 Nummern.

## Bände (Auswahl)
Die folgende Übersicht erhebt keinen Anspruch auf Aktualität oder Vollständigkeit:
- 001 Marracuene. Lourenço Cayolla, 1, 1935, 40 pags.
- 003 Dembos. Henrique Galvão, Capitão, 3, 1935, 43 pags.
- 005 Sá da Bandeira. Lourenço Cayolla, 5, 1935, 38 pags.
- 006 António Maria Cardoso. Américo Pires de Lima, 6, 1935, 19 pags.
- 007 D. Cristóvão da Gama. Albino Forjaz de Sampaio, 7, 1935, 29 pags.
- 008 O combate de Macaquece : Notas sobre algumas das determinantes próximas e remotas do conflito. I. João de Azevedo Coutinho, 8, 1935, 82 pags.
- 010 Henrique Augusto Dias de Carvalho. Marquez do Lavradio, 10, 1935, 27 pags.
- 011 As duas conquistas de Angoche. João de Azevedo Coutinho, 11, 1935, 62 pags.
- 012 Mousinho.I. Amadeu da Cunha, 12, 1935, 44 pags.
- 013 Naulila. Alberto de Almeida Teixeira, 13, 1935, 37 pags.
- 014 O combate de Macaquece : Notas sobre algumas das determinantes próximas e remotas do conflito.II. João de Azevedo Coutinho, 14, 1935, 89 pags.
- 015 General Eduardo Galhardo. Eduardo de Noronha, 15, 1935, 32 pags.
- 016 O General Pereira de Eça no Cunhama. Alberto de Almeida Teixeira, 16, 1935, 50 pags.
- 018 Mousinho.II. Amadeu da Cunha, 18, 1935, 64 pags.
- 019 Pero da Covilhã. Albino Forjaz de Sampaio, 19, 1936, 21 pags.
- 020 Manuel António de Sousa : um Capitão-Mor da Zambézia. João de Azevedo Coutinho, 20, 1936, 33 pags.
- 021 A dilatação da fé na império português.I. J. Alves Correia, 21, 1936, 81 pags.
- 022 A dilatação da fé na império português.II. J. Alves Correia, 22, 1936, 87 pags.
- 023 João de Resende. Silva Tavares, 23, 1936, 33 pags.
- 024 Luciano Cordeiro. J. M. Cordeiro de Sousa, 24, 1936, 38 pags.
- 025 O explorador Serpa Pinto. Eduardo de Noronha, 25, 1936, 37 pags.
- 027 Diogo Cão. Silva Tavares, 27, 1936, 25 pags.
- 029 Os Robys.I. Conde de Campo Bello (D. Henrique), 29, 1936, 54 pags.
- 030 Os Robys.II. Conde de Campo Bello (D. Henrique), 30, 1936, 59 pags.
- 031 Os Robys.III. Conde de Campo Bello (D. Henrique), 31, 1936, 39 pags.
- 033 Mousinho.III. Amadeu Cunha, 33, 1936, 58 pags.
- 034 Mousinho.IV. Amadeu Cunha, 34, 1936, 79 pags.
- 035 Mousinho.V. Amadeu Cunha, 35, 1936, 89 pags.
- 038 O Coronel Borges. Silva Tavares, 38, 1937, 20 pags.
- 039 Conselheiro Dr. António Teixeira de Sousa - Ministro e Secretário de Estado da Marinha e Ultramar. Arménio Monteiro, 39, 1937, 45 pags.
- 043 Artur de Paiva. Alberto de Almeida Teixeira, 43, 1937, 74 pags.
- 044 Campanha do Humbe (1897–98). Luis Augusto De Pina Guimarãis, 44, 1938, 42 pags.
- 045 O feito de Cristovam Juzarte em Calicut. Eduardo Lupi, 45, 1938, 26 pags.
- 046 Portugal e o tráfico da escravatura. Manuel Múrias, 46, 1938, 30 pags.
- 047 Pedro Nunes (1502–1578). A. de Fontoura da Costa, 47, 1938, 58 pags.
- 048 Nas vésperas da descoberta (1841–1846). Amadeu Cunha, 48, 1939, 56 pags.
- 049 Pedro Alexandrino da Cunha (Escôrso biográfico). Joaquim Duarte da Silva, Tenente-Coronel, 49, 1939, 28 pags.
- 050 Vitor Cordon.I. Albino Lapa, 50, 1939, 60 pags.
- 051 Vitor Cordon.II. Albino Lapa, 51, 1939, 50 pags.
- 052 Honório Pereira Barreto (Notas para uma biografia). Joaquim Duarte da Silva, 52, 1939, 33 pags.
- 053 Glórias e martírios da colonização portuguesa.I. Ferreira Martins, General, 53, 1939, 66 pags.
- 054 Glórias e martírios da colonização portuguesa.II. Ferreira Martins, General, 54, 1939, 102 pags.
- 055 Glórias e martírios da colonização portuguesa.III. Ferreira Martins, General, 55, 1939, 100 pags.
- 056 Glórias e martírios da colonização portuguesa.IV. Ferreira Martins, General, 56, 1939, 82 pags.
- 058 José de Anchieta. Gastão de Sousa Dias, Capitão, 58, 1939, 109 pags.
- 059 Efemérides do império colonial português.I. J. Duarte Silva, 59, 1940, 90 pags.
- 060 Efemérides do império colonial português.II. J. Duarte Silva, 60, 1940, 84 pags.
- 076 Epopéia de Diu.II. Manuel António Ferreira, 76, 1941, 128 pags.
- 089 António Galvão : O «Apóstolo das Molucas». Joaquim da Costa, 89, 1943, 104 pags.
- 090 Caldas Xavier.I. Manuel Múrias, 90, 1943, 46 pags.
- 092 Um missionário português no Congo nos finais do século XVIII. Luis Silveira, 92, 1943, 33 pags.
- 093 Missões portuguesas de Socotorá. António Brásio, S. Sp., 93, 1943, 67 pags.
- 094 Portugal e o Século XVI - Leis sôbre a navegação e possessões do Império (Lisboa 1570–1573), 1943, 36 pags.
- 097 Augusto Ribeiro. Carlos Portugal Ribeiro, 97, 1943, 3 pags.
- 099 Um herói esquecido (João da Maia da Gama).I. F. A. Oliveira Martins, 99, 1944, 139 pags.
- 100 Um herói esquecido (João da Maia da Gama).II. F. A. Oliveira Martins, 100, 1944, 116 pags.
- 101 Os pretos em Portugal. António Brásio, S. Sp., 101, 1944, 145 pags.
- 104 Maria Correia : A princesa negra do Príncipe (1788–1962). José Brandão Pereira de Melo, 104, 1944, 25 pags.
- 105 O significado do govêrno de Ferreira do Amaral em Macau (146–1849).I. Lia Arez Ferreira do Amaral, 105, 1944, 96 pags.
- 106 O significado do govêrno de Ferreira do Amaral em Macau (146–1849).II. Lia Arez Ferreira do Amaral, 106, 1944, 109 pags.
- 109 Comentários da vitória de Chaúl. Francisco de Andrade; Jorge de Faro (pref., anot.), 109, 1945, 68 pags.
- 112 O Capitão-Mór D. Gonçalo da Silveira. José Gervásio Leite, 112, 1945, 69 pags.
- 117 Paiva Couceiro. José Brandão Pereira de Melo, 117, 1947, 40 pags.
- 118 Cristiano José de Sena Barcelos. Joaquim Duarte da Silva, Tenente-Coronel, 118, 1947, 37 pags.
- 119 Vida e morte do régulo timorense D. Aleixo. José Simões Martinho, 119, 1947, 42 pags.
- 120 Pinheiro Chagas - Ministro da Marinha e Ultramar. Óscar Paxeco, 120, 1948, 98 pags.
- 121 Padre Manuel da Nóbrega e a formação do Brasil. Edmundo Correia Lopes, 121, 1949, 54 pags.
- 124 Pedro Fernandes de Queirós - último navegador português. Albino Lapa, 124, 1951, 106 pags.
- 127 O Tenente Quintino Rogado. Gastão de Sousa Dias, Capitão, 127, 1957, 96 pags.
- 128 O Abade de Faria. Óscar Paxeco, 128, 1957, 85 pags.
- 130 Um hábil agente de D. João IV, futuro governador da Índia. António Paes de Sande e Castro, 130, 1958, 64 pags.
- 131 Dom Rafael Matia de Assunção : um grande bispo missionário franciscano português (Biografia e apostolado missionário - 1874–1959). Camilo Fernandes de Oliveira, Padre, 131, 1961, 33 pags.

- Indices (N001-N100). Manuel Ferreira (coord.), INDICES-N001-N100, 1945, 129 pags. Digitalisat